# Il giardino segreto (film 1949)
Il giardino segreto (The Secret Garden) è un film del 1949 diretto da Fred M. Wilcox e tratto dall'omonimo romanzo di Frances Hodgson Burnett.
Nella versione originale del film sono presenti alcune scene girate in Technicolor.

## Trama
Dopo che i suoi genitori sono morti in un'epidemia di colera, la dodicenne Mary Lennox ritorna dall'India in Inghilterra per essere accolta in casa di suo zio Archibald, un uomo profondamente segnato dalla morte della moglie avvenuta dieci anni prima. Nella casa vive anche il cugino Colin, un bambino malato al quale Mary racconta di un piccolo giardino nascosto che lei e il suo amico Dickon hanno scoperto nella tenuta dello zio (e fu proprio lo zio a farlo recintare con un muro, essendo il luogo dove l'amata moglie trovò la morte). Grazie alla compagnia di Mary e Dickon e alle giornate trascorse a giocare nel giardino segreto, Colin riuscirà a guarire e a ristabilire un nuovo rapporto d'affetto col padre.

## Produzione
Il film fu prodotto dalla Metro-Goldwyn-Mayer (MGM) (controllata dalla Loew's Incorporated).

## Remake
Il film è il remake di The Secret Garden, un film muto del 1919 diretto da Gustav von Seyffertitz e interpretato da Lila Lee.
Nel 1993, è stato realizzato un ulteriore remake diretto da Agnieszka Holland.